# Свети Димитър (Зелениче)
Вижте пояснителната страница за други значения на Свети Димитър.
„Свети Димитър“ (на гръцки: Αγίου Δημητρίου) е възрожденска православна църква, разположена в леринското село Зелениче (Склитро), част от Костурската епархия на Вселенската патриаршия.

## Местоположение
Храмът е гробищен, разположен източно от селото.

## Описание
Църквата е построена в 1844 година. Изписана е в 1886 година според датировката на патронното изображение на Свети Димитър над входа. В архитектурно отношение е базилика.
- Свети Димитър на входа
- Свети Димитър, икона